# Kostel svatého Františka z Assisi (Krakov)

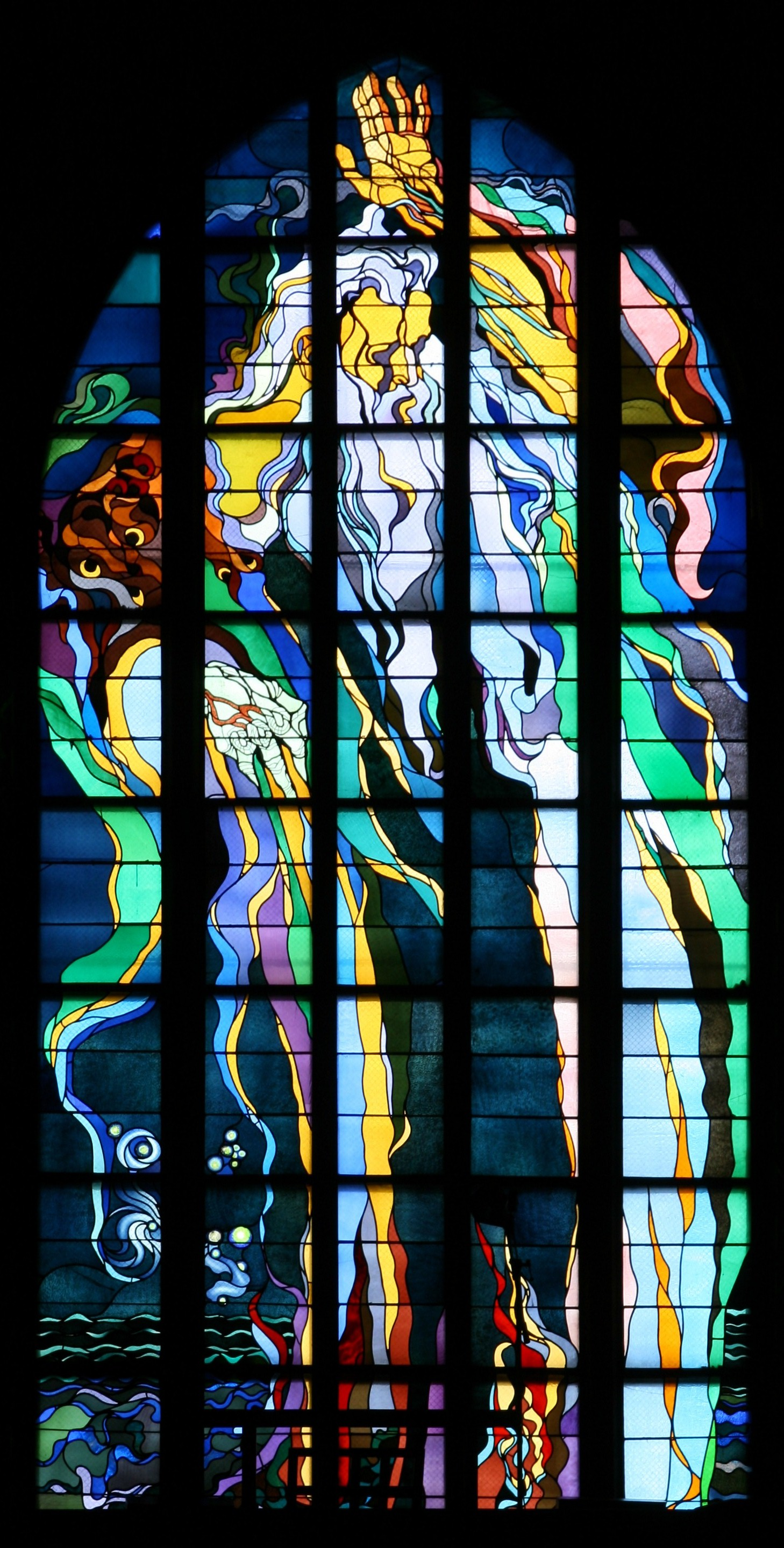
Vitráž Bůh Otec Stanisława Wyspiańského

Kostel svatého Františka z Assisi (polsky Kościół św. Franciszka z Asyżu) je jedním z kostelů v polském Krakově. Ke kostelu patří i přilehlý františkánský klášter.

## Historie
Kostel s klášterem nechal založit polský kníže Boleslav V. Stydlivý, který je zde i pohřben. Stavba kostela byla zahájena v roce 1237 (příchod františkánů, do Krakova je z Prahy přivedl Jindřich II. Pobožný). Dokončena byla pravděpodobně v roce 1269 (pohřbena zde byla blahoslavená Salomea – sestra Boleslava Stydlivého), nicméně práce na kostele pokračovaly i nadále. 15. února 1385 byl v kostele pokřtěn litevský velkokníže a budoucí polský král Vladislav II. Jagello . V 15. století došlo k dalším gotickým úpravám a v 17. století k úpravám barokním. V roce 1850 byl kostel silně poškozen požárem.

## Interiér kostela

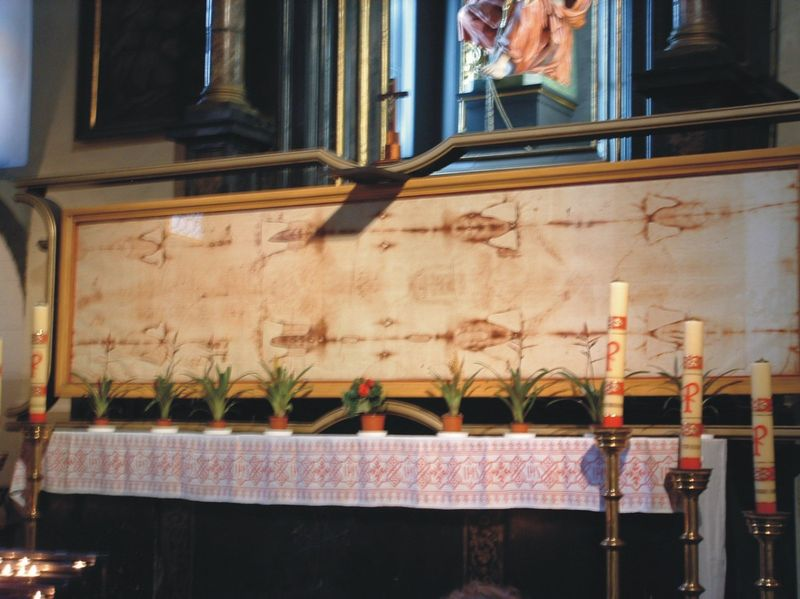
Replika Turínského plátna v kapli Utrpení Páně

Kostel má tři kaple – kapli blahoslavené Salomei, kapli Utrpení Páně a kapli Bolestné Matky Boží.
Nejzajímavější je kaple Utrpení Páně, v níž je umístěna socha Bolestného Krista a na stěnách visí obrazy zachycující utrpení Páně, které jsou dílem Józefa Mehoffera (mj. žák Jana Matejki). Je zde také hrob blahoslavené Anieli Salawové, beatifikované v roce 1991 papežem Janem Pavlem II. Dále je v kapli vystavená replika Turínského plátna
V kapli blahoslavené Salomei se nacházejí ostatky této blahoslavené. V 2. polovině 17. století byl v kapli vybudován nový oltář z mramoru a alabastru se soškami mj. knížete Boleslava V. Stydlivého a jeho matky kněžny Grzymisławy a také s obrazem s vizemi blah. Salomei. Ve nice vedle oltáře je umístěna truhla s kostmi knížete Boleslava V. Stydlivého.
V kapli Bolestné Matky Boží je umístěn obraz Bolestné Matky Boží obklopené anděli, kteří drží insignie utrpení Páně.
Interiér kostela je zařízen v neogotickém stylu. Zvláštní pozornost zasluhují polychromie a vitráže, které jsou dílem Stanisława Wyspiańského. Nejvýznamnější je vitráž nad hlavním vchodem, nazvaná "Bůh Otec - Staniž se" , zobrazující Boha v okamžiku stvoření světa.
V klášteře nějaký čas působil i svatý Maxmilián Kolbe.